# 宋愷 (蒙陰)
宋愷（1452年—？），字良佐，山東青州府蒙陰縣人，民籍，明朝政治人物。

## 生平
山東鄉試第七十名舉人。弘治六年（1493年）中式癸丑科會試第二百二十六名，三甲第五十八名進士。选授監察御史，巡按南直隶，出为江西建昌府知府，正德六年（1511年）正月升福建右參政，丁憂服闋，九年正月復除原职。從两广总督陈金征剿广西府江地方，负责督理粮饷。十五年六月考察以老疾致仕。

## 家族
曾祖宋可成；祖父宋士賢；父宋綱，霍丘知縣。前母楊氏；母趙氏。永感下。